# 寝屋川市立田井小学校
寝屋川市立田井小学校（ねやがわしりつ たいしょうがっこう）は、大阪府寝屋川市にある公立小学校。地域の児童数の急増により、1970年（昭和45年）に寝屋川市立北小学校より分離開校した。

## 沿革
- 1970年4月1日 - 寝屋川市立北小学校より分離開校。当初は北小学校内の仮校舎で授業。
- 1970年5月31日 - 現在地に新校舎が竣工（この日を創立記念日とする）。
- 1970年7月12日 - 新校舎へ移転。
- 1974年11月28日 - 5年連続でよい歯の優秀校として表彰を受ける。
- 1982年3月31日 - 寝屋川市立石津小学校を分離。
- 1988年8月24日 - 校内で落雷事故が発生。当時6年生の男子児童3名死傷。
- 1990年5月11日 - アメリカ合衆国バージニア州ニューポート・ニューズ市ネルソン小学校と姉妹校となる。
- 1996年9月25日 - 交通安全優良校に選ばれ、表彰を受ける。

### 落雷事故
1988年（昭和63年）8月24日、希望者を対象にした夏休み中の水泳指導を実施していた。6年生の指導中に雷雨が発生し、指導教員らは水泳指導を中止して児童らを校舎内に避難させ、雷雨がおさまるまでしばらく校舎内にいるように指示した。午後2時20分頃、帰宅しようとした男子児童数人が運動場に出たところ、運動場に落雷し児童を直撃した。雷の直撃を受けた児童は死亡し、近くにいた別の児童2人が重軽傷を負った。（『朝日新聞』1988年8月25日付、『読売新聞』1988年8月25日付による）

## 通学区域
- 寝屋川市 音羽町、田井町、田井西町、緑町。
- 寝屋川市 石津南町の一部。

卒業生は寝屋川市立第三中学校へ進学する。

## 交通
- 京阪本線 香里園駅 南へ約1.3km。